# Yuji Sakakura
Yuji Sakakura (japansk: 阪倉 裕二; født 7. juni 1967) er en japansk fodboldspiller.

## Japans fodboldlandshold
| Japans landshold | Japans landshold | Japans landshold |
| År               | Kmp              | Mål              |
| ---------------- | ---------------- | ---------------- |
| 1990             | 5                | 0                |
| 1991             | 1                | 0                |
| Total            | 6                | 0                |